# Scott Cooper
Scott Cooper (Abingdon,20 de abril de 1970) é um ator, diretor de cinema, roteirista e produtor americano, notório por sua premiada obra vencedora de dois Oscars Crazy Heart (br: Coração Louco). 

## Filmografia

### Diretor
- 2009: Crazy Heart
- 2013: Out of the Furnace
- 2015: Black Mass
- 2017: Hostiles

### Produtor
- 2009: For Sale by Owner - co-produtor
- 2009: Crazy Heart
- 2015: Black Mass
- 2017: Hostiles

### Roteirista
- 2009: For Sale by Owner - co-produtor
- 2009: Booty
- 2013: Out of the Furnace
- 2017: Hostiles

### Ator
- 1998: Dry Martini .... Robert
- 1999: Perfect Fit .... Homem no bar
- 1999: Austin Powers: The Spy Who Shagged Me .... filho de Klansman - Bobby
- 1999: The X-Files .... Max Harden (TV, 1 episódio), também conhecido como Rush
- 2000: Takedown .... Jake Cronin (também conhecido como Hackers 2: Takedown e Track Down (DVD))
- 2001: Bill's Gun Shop .... Dillion McCarthy
- 2001: Rain .... Soldado Holland
- 2001: The District .... Michael Barrett (TV, 1 episódio, 2001) conhecido como "Lost and Found")
- 2003: Gods and Generals .... tenente Joseph Morrison
- 2003: Save It for Later .... Jake O'Connor (também conhecido como Water Under the Bridge)
- 2003: Attitude .... Rails
- 2006: Broken Trail  .... Gilpin (minissérie de TV)
- 2009: For Sale by Owner .... Will Custis
- 2009: Get Low .... Carl

## Prêmios e indicações
- Indicado a Melhor Diretor Estreante por Crazy Heart no CFCA Award 2009
- Indicado a Melhor Roteiro por Crazy Heart no Independent Spirit Awards 2010
- Indicado a Melhor Roteiro por Crazy Heart no Writers Guild of America Awards 2010
- Jeff Bridges venceu o Oscar de melhor ator por Crazy Heart
- A canção tema "The Weary Kind", recebeu o Oscar de melhor canção original